# Vestnes
Vestnes är en tätort i Vestnes kommun i Møre og Romsdal fylke i västra Norge. Orten ligger vid Europaväg 39, nära cirkulationsplatsen där denna möter Europaväg 136, på västra sidan av Tresfjordens mynning söder om Storfjorden. Den utgör kommunens centralort såväl som största tätort.